# Adriaen Janszkerk
De Adriaen Janszkerk is een Nederlandse kerk in IJsselmonde, een stadsdeel van Rotterdam.

## Geschiedenis
Met de bouw van het koor van de kerk werd kort na de overstroming van 1447 begonnen. De toren is gebouwd in de tweede helft van de 15e eeuw. Tot aan de reformatie was de kerk gewijd aan de beschermheiligen van artsen/geneeskunde: tweelingbroers Cosmas en Damianus.
De kerk is vernoemd naar pastoor Adriaen Jansz van Berckenwoude die in 1566 breekt met de katholieke traditie en voortaan de hervormde leer preekt.
De bliksem trof de kerk in 1678, er was grote schade  door de brand, ook gingen vrijwel alle archieven verloren. In de jaren 1923-1924 is de kerk vergroot en grootschalig gerestaureerd. Rond 2001 is de kerk ingrijpend gerestaureerd, de in 1923  gemaakte aanbouw bleef verzakken en veroorzaakte grote scheuren. Met een nieuwe funderingsmethode is deze zakking gestabiliseerd. Het interieur is zorgvuldig gerestaureerd en heringericht.
In de kerk staat een monumentaal orgel van de Rotterdamse orgelmakers Van den Haspel, Schölgens & Van der Weyde, gebouwd in 1868. Tot de inventaris behoren verder een preekstoel uit 1617; tekstborden uit 1618 en 1619; enkele grafzerken uit de 17e eeuw en een luidklok uit 1544.
In de kerk bevindt zich een grafkelder waar de ambachtsheren van IJsselmonde liggen begraven. Van het kasteel van deze ambachtsheren rest nog slechts een stukje slotgracht en het koetshuis. De ambachtsheer Bichon liet het kasteel in 1900 afbreken. De kerk bleef hem lief.
Bij de grote verbouwing in 1923 schonk hij de kerk een gebrandschilderd raam. Hierin zijn de wapens van de ambachtsheren verwerkt, met centraal het kleurige wapen van IJsselmonde zelf en een klimmende, gekroonde bever.